# サタデー生ワイド そらナビ
『サタデー生ワイド そらナビ』（サタデーなまワイド そらナビ）は、2005年4月9日から2009年3月28日まで中部日本放送（CBC）で放送された情報番組。通称「そらナビ」。
同タイトルを冠していた当時は土曜夕方枠で放送されていたが、2009年春の改編をもって金曜午後枠へ移動し、同年4月3日から2010年9月24日まで『えなりかずき!そらナビ』と題してTBS系全国ネットで放送されていた。

## 概要
情報番組としては珍しく、「お天気」をテーマとしている。なお東海3県のニュースはこの番組内で放送しており、『JNNイブニング・ニュース』土曜版の後18:50から別枠で東海3県ニュースを組むことはなかったが、2006年4月からは『ウルトラマンメビウス』の開始に伴い放送開始時間が30分繰り上がったため、そらナビ内のニュースに加え『JNNイブニング・ニュース』土曜版→『報道特集NEXT』の中でも東海3県ニュースが放送されるようになった。
2009年3月28日で『サタデー生ワイド そらナビ』としての放送は終了し、同年4月3日からはTBS系の午後の新情報番組『ひるおび!』の金曜日のCBC制作枠（12:55～13:55。3月いっぱいで終了した『ひるドラ』の代替枠）で『えなりかずき!そらナビ』のタイトルで中京ローカル番組からJNN系列の全国ネット番組に昇格した。土曜夕方としての最終回は「そらナビ全国ネット!来週から金曜ヒルですSP」と題して30分拡大（16:00開始）の90分番組として放送され、プレ番組の位置づけとして一部地域を除き全国放送された。

## 放送時間

### 放送時間の変遷
- 2005年4月9日～2005年9月24日 - 土曜16:54～17:54
- 2005年10月～2006年4月1日 - 土曜17:00～18:00
- 2006年4月8日～2009年3月28日 - 土曜16:30～17:30　　
  - 2006年4月よりCBC制作の『ウルトラマンメビウス』が17:30～18:00枠での放送となった為、当番組は30分繰り上げとなった。『- メビウス』終了後、CBCでは『がんばれ!ペナキッズ』を日曜昼から移動、2008年4月改編で17:30枠が『報道特集NEXT』の一部となるまで放映していた。[2]

### 拡大スペシャル
いずれも土曜日の放送。
- 2007年5月5日 - 15:24～17:30（100回記念）
- 2007年7月28日 - 16:00～17:30（そらナビ!中部ぐるっとSP）
- 2008年2月2日 - 16:00～17:30（そらナビ!中部ぐるっとSP 2）
- 2008年7月19日 - 16:00～17:30（そらナビ夏の観光名所!!中部ぐるっと生中継SP（中部ぐるっとSP 3））
- 2009年3月28日 - 16:00～17:30（そらナビ全国ネット!来週から金曜ヒルですSP、土曜夕方最終回）[1] - 上述の通り。

#### 中部ぐるっとSPについて
- 当番組ではおよそ半年に一度「中部ぐるっとSP」として中部地方ブロックネットを実施、系列局のない福井を除く中部地方の各地域で放送された。
- JNN系列中部7局（CBC、静岡放送（SBS･静岡県）、テレビ山梨（UTY･山梨県）、信越放送（SBC･長野県）、新潟放送（BSN･新潟県）、チューリップテレビ（TUT･富山県）、北陸放送（MRO･石川県））で同時生放送。
  - ただし「2」では、SBSが『ポケットモンスター ダイヤモンド&パール』を放送するため、17:00で番組を飛び降りた。「3」でも自社製作番組の『SBSみなスポ5』を放送するため17:00で飛び降り。
- 内容は以下のとおり。
  - 「1」では、各局の気象予報士が中継で出演した。各地からの中継が多かったが、BSN･SBCはスタジオからだった。特にBSNは放送の約2週間前に新潟県中越沖地震が発生しており、その話題にも触れた。
  - 「2」は、各県の名物食材をVTRや中継で紹介した。
  - 「3」は、各地の夏の観光名所を中継で紹介した。また、制作クレジットが「中部日本放送」の後に「子龍ちゃん」が併記される変則的なものとなった[3]。

## 出演者

### 司会
- えなりかずき
- 加藤由香（CBCアナウンサー）

### スーパーバイザー
- 森田正光（気象予報士・ウェザーマップ代表取締役会長） - ほぼ毎回出演
- 森朗（気象予報士、ウェザーマップ代表取締役社長） - ほぼ毎回出演
- 中塚純（気象予報士、日本気象協会所属）
- 北村泰宏（気象予報士、日本気象協会所属）
- 余語基弘（気象予報士、日本気象協会所属）
- 根本美緒（気象予報士） - ゲスト出演（1～2ヶ月に1回程度出演）
- 山田玲奈（気象予報士） - ゲスト出演（2～3ヶ月に1回程度出演していたが、2007年から出演しなくなった）
- 奥村政佳（RAG FAIR）（気象予報士） - ゲスト出演（2007年6月19日に初出演。最近は1か月に1回程度の出演。）
- 元井美貴（気象予報士） - ゲスト出演（2008年10月11日初出演）
- 片平敦（気象予報士） - ゲスト出演（2008年10月25日初出演）
- 岩名美樹（気象予報士） - ゲスト出演（2008年11月29日初出演）

### 天気予報
- 俣野明彦（気象予報士 2008年2月23日の出演を最後に病気治療のため休養発表。4月12日に復帰したが、10月25日の出演を最後に再び休養）
- 酒井恵美子（気象予報士 日本気象協会所属。CBCラジオの天気予報も週数回担当）
- 北村泰宏（気象予報士 2008年11月1日から休養中の俣野の代役）

#### 過去の担当
- 水嶋千詠（気象予報士）
- 山田弓子（気象予報士）

### リポーター
- 沢朋宏（CBCアナウンサー、気象予報士） - 中継担当
- 平井いつか（気象予報士）
- 若杉直美
- 武田文
- 水野えり
- 井駒彩

## 主なコーナー
そらなびライブ!産地直行
中継コーナー。愛知・岐阜・三重の旬な特産物の紹介。
今日の観天望気
中継コーナー。中継先のお天気通による明日の天気予報。地元ならではの職人や住民が登場し、独特の観点で天気を予想する。
水の恵み
天気・気象と関わりの深い「水」をテーマに、全国各地の水にまつわる場所（湧き水、清流など）を訪れる。
森田さんの生天気図解説
気象予報士の森田正光が、日付を指定して巨大日本地図上に天気図を描きその日の天気などを予想する。年末にはその年の的中率を集計し発表している。2007年は65.7％、2008年は73.5％的中させている。予想内容もあいまいなものではなく「6月14日に東海地方は梅雨入りする（2007年6月9日放送）」など具体的なものであり、そのような予想でも比較的高確率で的中させていた。
撮って出し!花鳥風月
放送日当日にディレクター自ら撮影した、名古屋市近郊など身近な自然の映像を紹介する。
胡弓の旅（終了）
胡弓の演奏と癒しの映像。
最速予報
気象庁の17時発表の資料をもとに明日の予報を伝える。発表の17時から放送の17時20分頃（初期は17時50分頃）までの時間が短く、最新の予報であることを売りにしていた。ただ、放送終了30分繰り上げの場合は間に合わないため11時発表の資料と気象レーダーなどをもとにする。予報士は予報の難易度によってネクタイの色を変えて登場する（青→自信なし、赤→自信満々など）。
森劇場
スーパーバイザー最多出演率を誇る森朗気象予報士総指揮のエンディング5秒。